# 미겔 페레스
미겔 페레스(스페인어: Miguel Perez, 1957년 9월 7일 ~ )는 미국의 배우이다.
산호세에서 태어났다.

## 출연 작품
- 어센트 (2013년)
- 소울스 미드나잇 (2006년)
- 엔젤스 위드 엔젤스 (2005년)
- 밀리언 달러 베이비 (2004년)
- 언스피커블 (2002년) - 가드 1 역
- 블로우 (2001년)
- 오션스 일레븐 (2001년) - 경찰 역
- 에이 아이 (2001년) - 로봇 수리공 역
- 형사 콜롬보 - 숨겨진 지휘봉 (2000년)
- 핵주먹 타이슨 (1995년)
- 에이리언 네이션 - 씨크리트 웨폰 (1995, Alien Nation: Body and Soul)
- 긴급 명령 (1994년)
- 앤 더 밴드 플레이드 온 (1993년)
- 비버리힐즈의 아이들 (1990년)
- 케빈은 12살 (1988년)